# Дерева Паліцина
Дере́ва Палі́цина — ботанічна пам'ятка природи місцевого значення в Україні. Розташована в межах Сумського району Сумської області, в селі Залізняк. 

## Опис
Площа 0,24 га. Статус присвоєно згідно з рішенням облради від 19.10.2000 року. Перебуває у віданні: Верхньосироватська сільська рада. 
Статус присвоєно для збереження 4 вікових дерев, висаджених просвітником і громадським діячем О. Паліциним. Це дуб черещатий та липа (на території колишньої садиби Кондратьєва і Золотницького), сосна (на могилі дружини Паліцина; див. «Сосна Паліцина»), каштан (на території колишнього будинку, де мешкав Паліцин). Вік дерев — від понад 200 до 300 років.

## Галерея

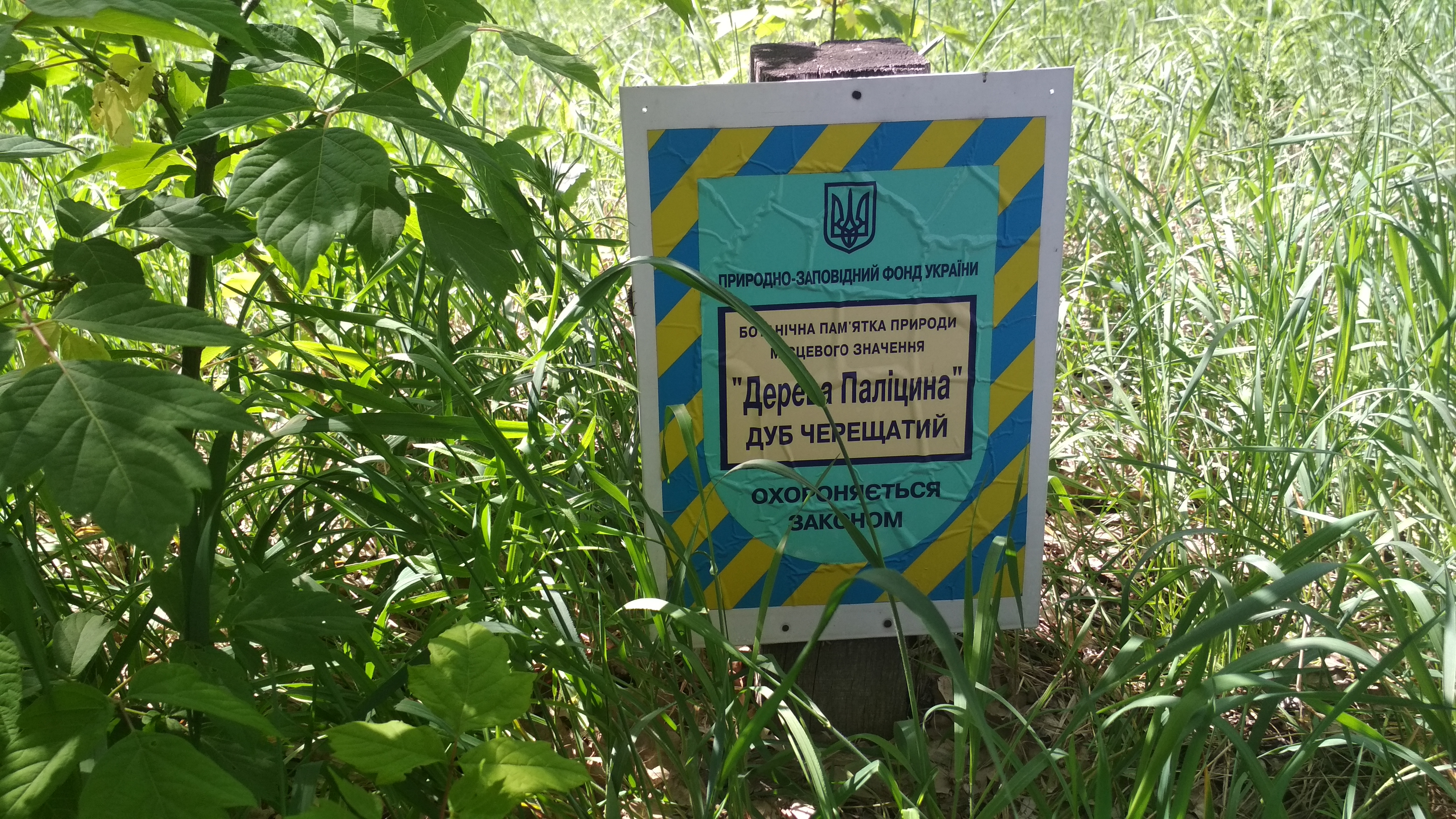
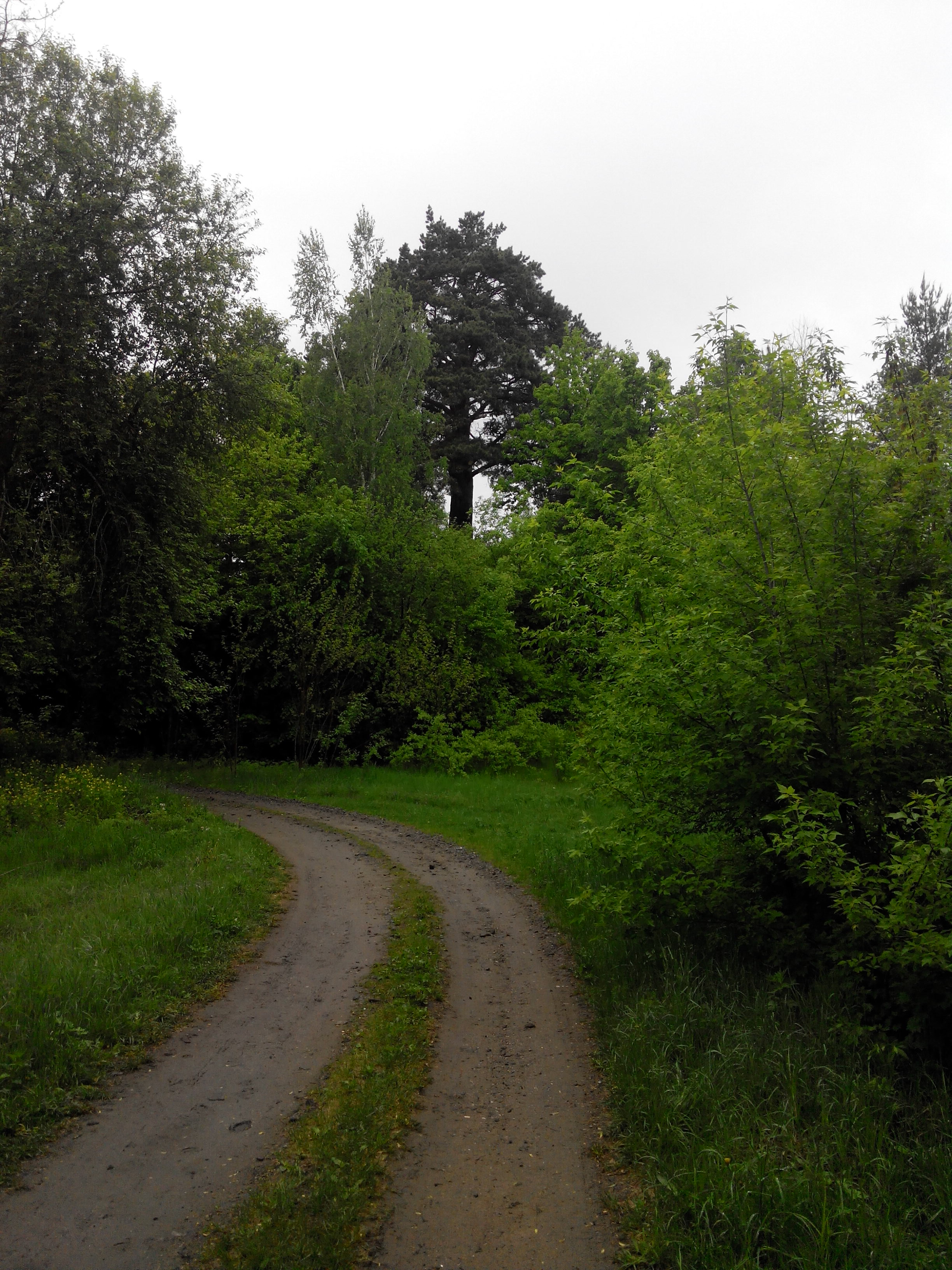
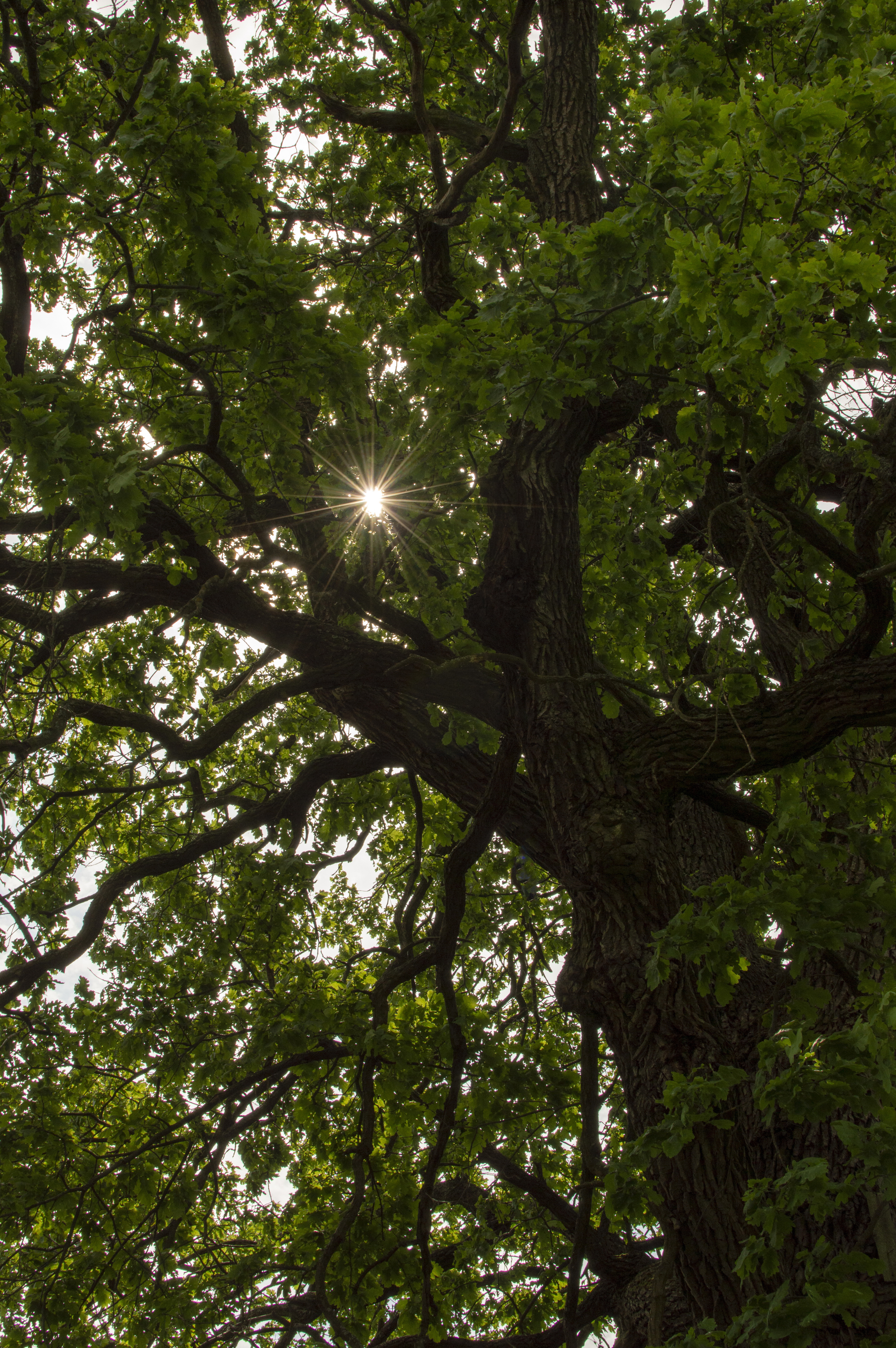
Дуб Паліцина
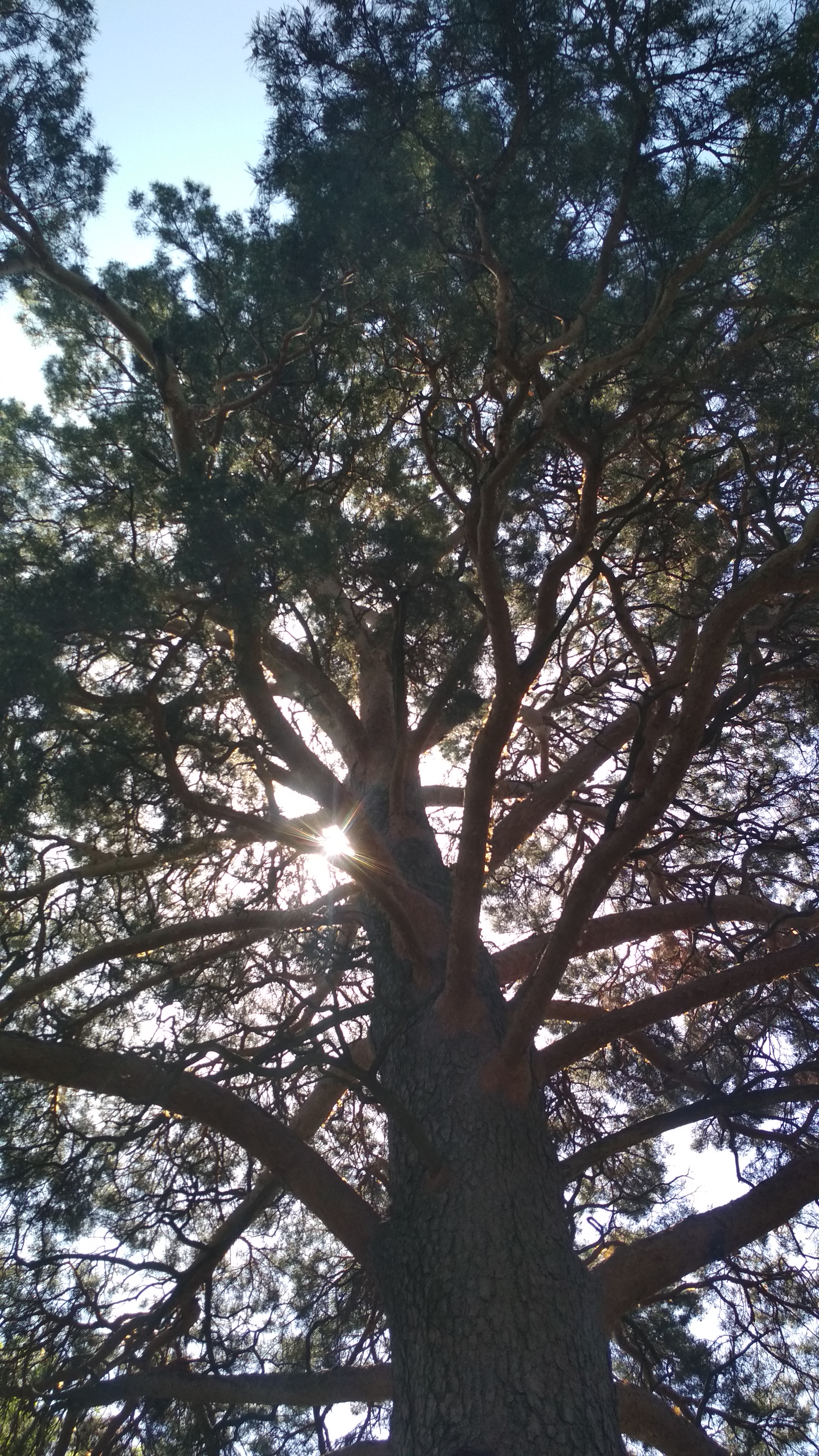
Крона сосни Паліцина
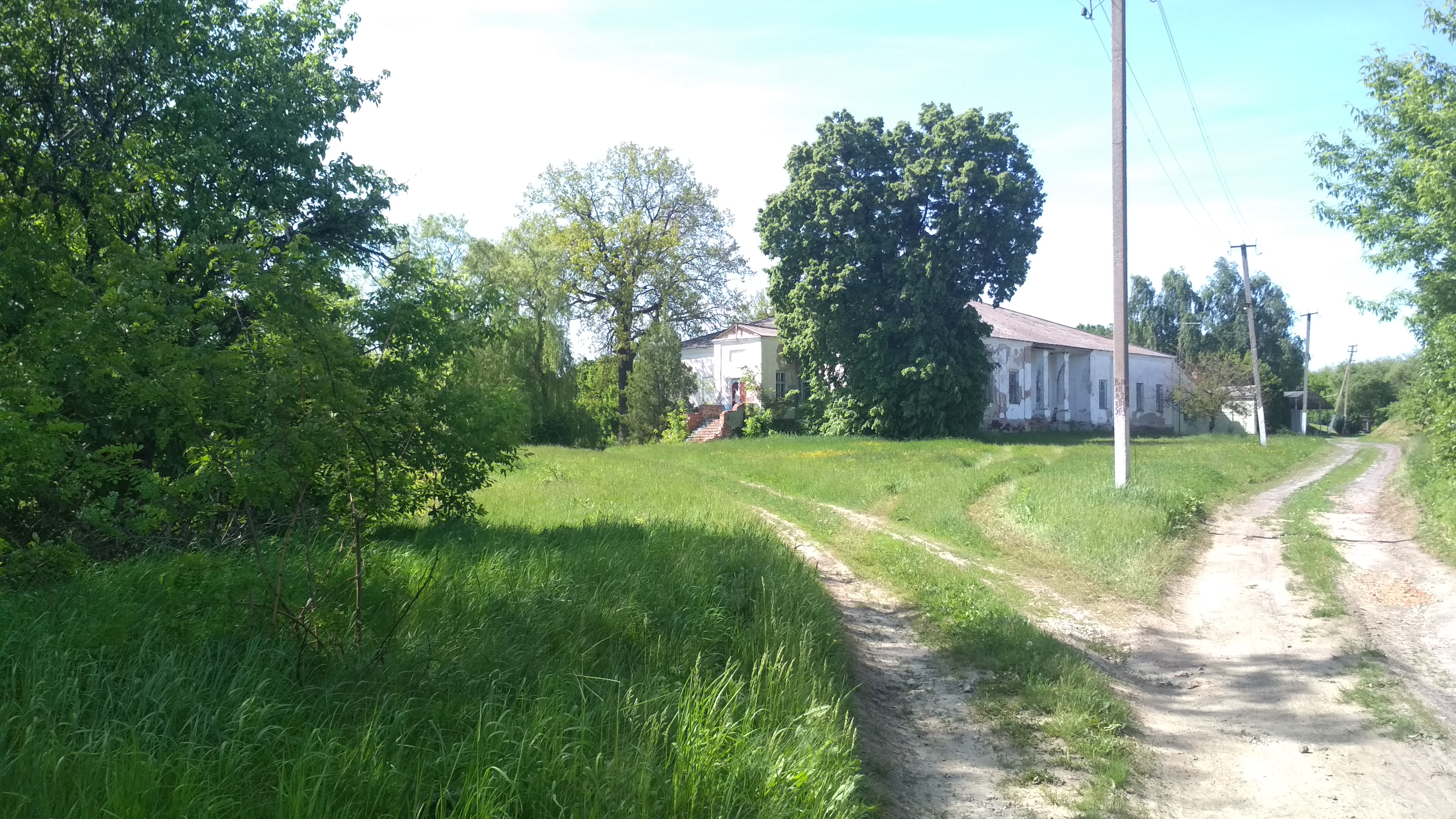
Липа біля садиби Кондратьєва